# Фещенко Микола Михайлович
Микола Михайлович Фе́щенко (6 травня 1936, Дятьково — 7 листопада 2022, Київ) — український архітектор; заслужений архітектор УРСР з 1981 року.

## Біографія
Народився 6 травня 1936 року в місті Дятьковому (нині Брянська область, Росія). Протягом 1959—1965 років навчався в Київському інженерно-будівельному інституті. Член КПРС з 1972 року.
З 1992 року очолював Творчу архітектурну майстерню. Помер у Києві 7 листопада 2022 року.

## Архітектурні роботи
Споруди
- Оранжерейно-лабораторні комплекси Ботанічних садів АН УРСР в Донецьку (1969—1974) і в Києві (1977—1980);
- Будівля Музею возз'єднання України з Росією в Переяславі-Хмельницькому (1981);
- Музей-діорама у Нових Петрівцях (1994);
- Молодіжний центр у Переяславі-Хмельницькому (1995);

Архітектурні частини
- до Пагорба Слави на честь радянських воїнів, загиблих під час відвоювання Прикарпаття в 1944 році в Калуші (1970);
- до пам'ятного знаку на честь 325-річчя возз'єднання України з Росією в Переяславі-Хмельницькому (1981);
- до пам'ятного знаку в честь 1500-річчя Києва в Києві (1982);
- до пам'ятника Володимиру Леніну в Переяславі-Хмельницькому (1982);
- до Пам’ятного знаку на честь першої літописної згадки назви «Україна» в Переяславі-Хмельницькому (2000)[1].

Був членом авторського колективу меморіального комплексу «Український державний музей історії Великої Вітчизняної війни 1941—1945 рр.» в Києві (1981) та інше.

## Галерея

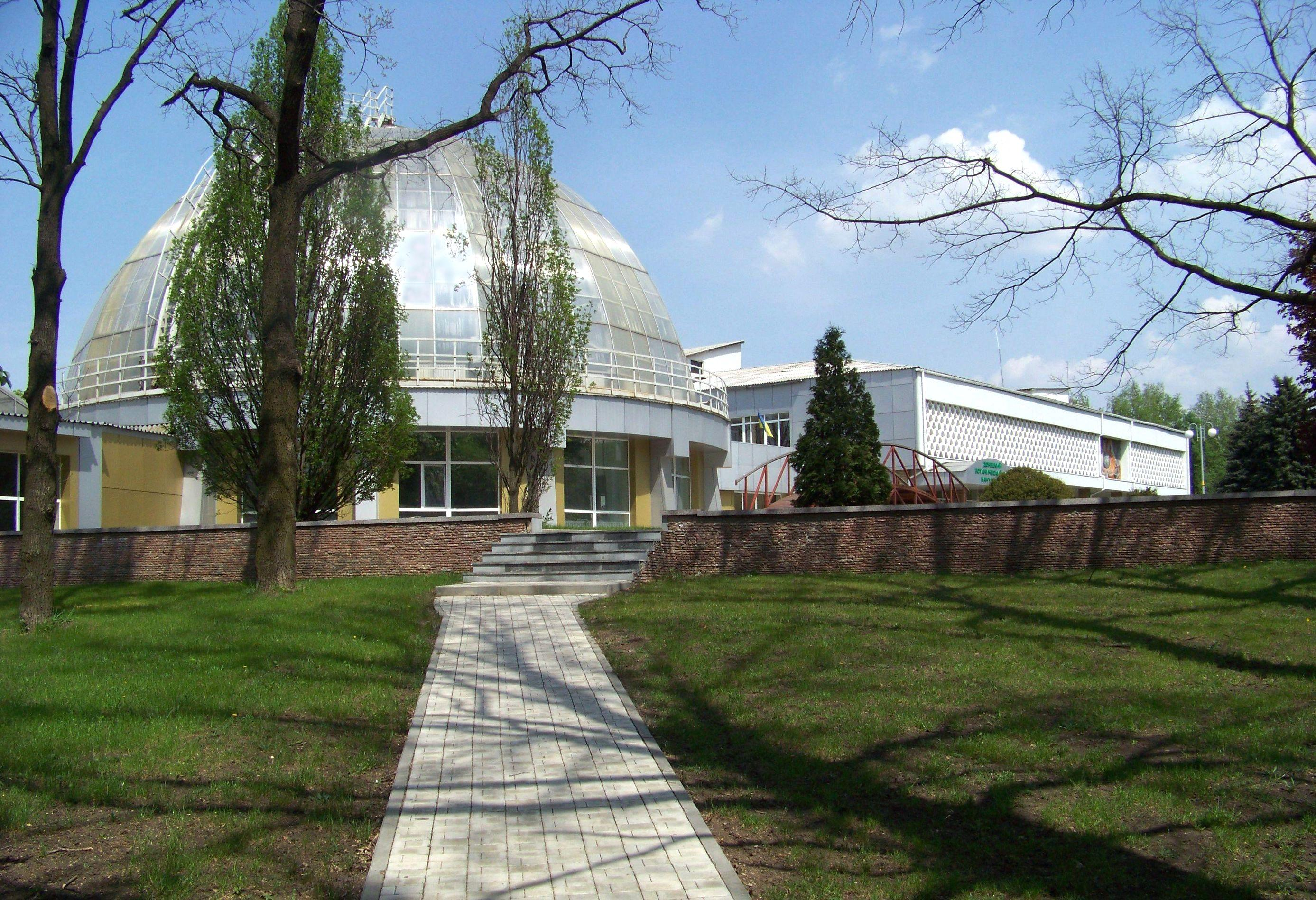
Ботанічний сад в Донецьку
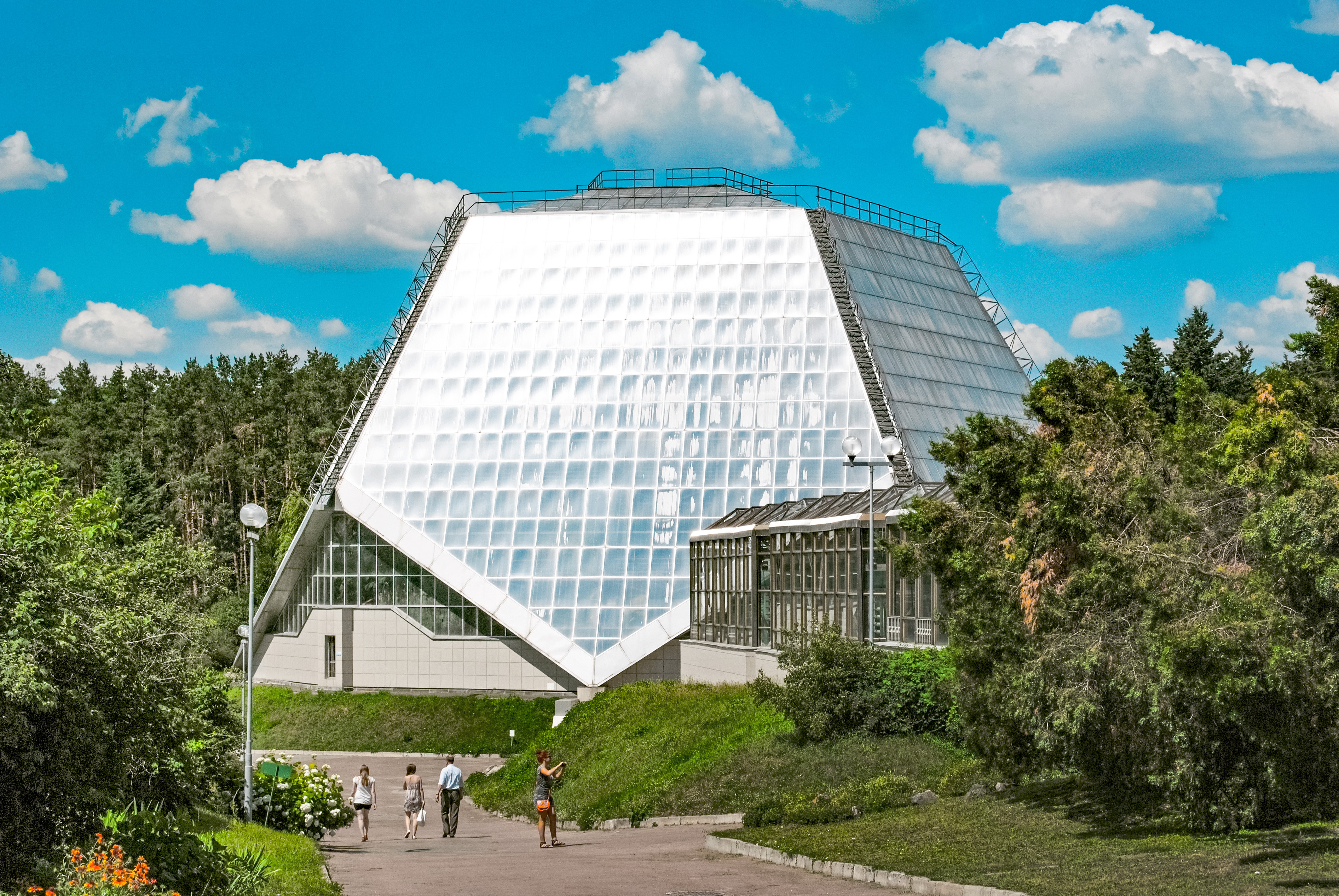
Ботанічний сад в Києві
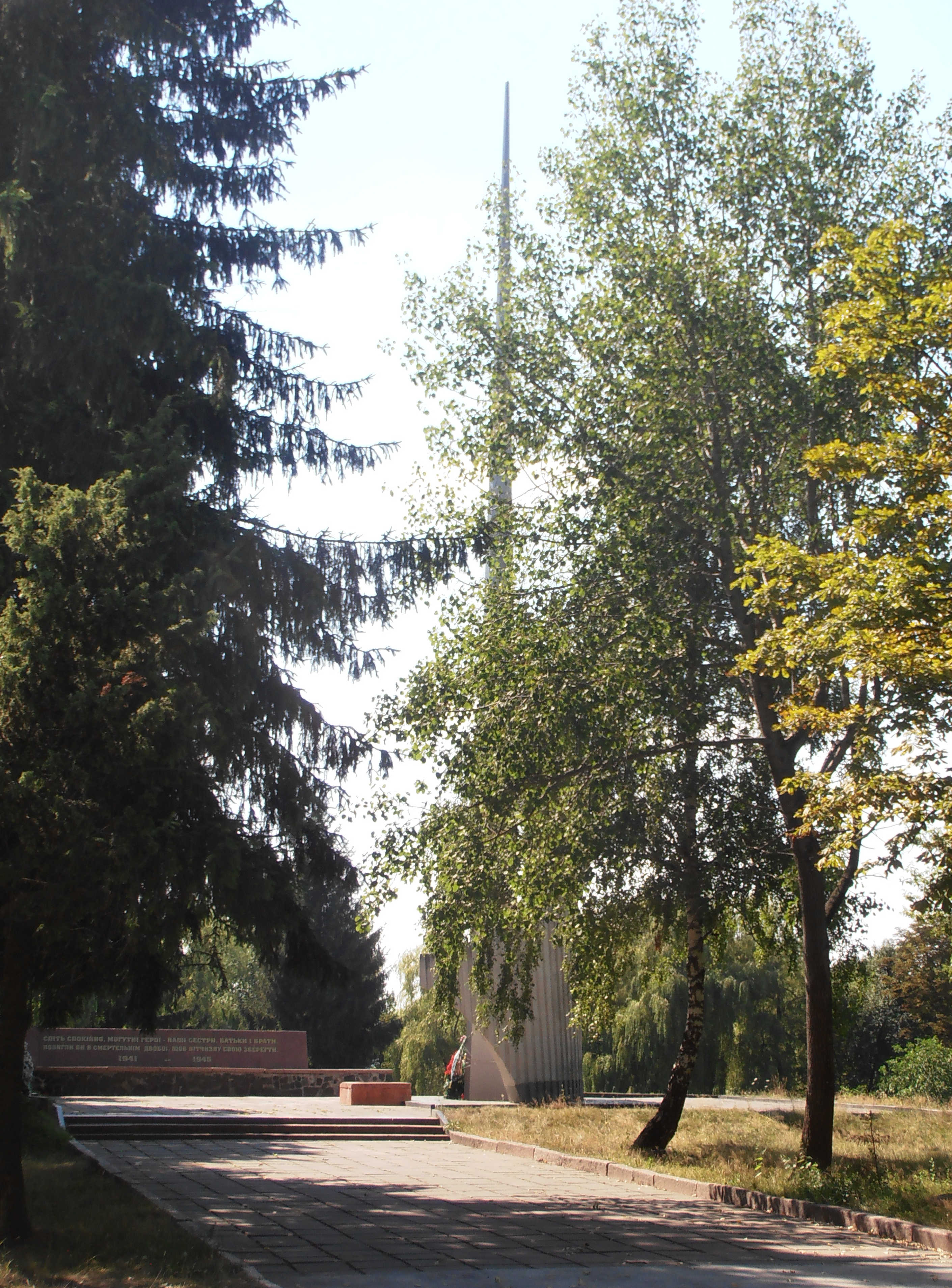
Пагорб Слави в Калуші
Пам'ятний знак на честь Возз'єднання України з Росією
Пам'ятник В. І. Леніну в Переяславі
Пам'ятний знак на честь першої літописної згадки назви краю «Україна» в Переяславі